# Eremophila longifolia
Espèce
Classification APG III (2009)
Eremophila longifolia est une espèce de plantes arbustives d'Australie, classiquement placée dans la famille des Myoporaceae.

## Description
Elle mesure en général entre 1 et 6 mètres de hauteur. Les fleurs apparaissent entre le début de l'automne et le début de l'été (soit de mars à décembre en Australie), et sont de couleur jaune, orange, rouge ou rose. Elles laissent leur place à des fruits arrondis et charnus, mesurant entre 5 et 12 mm de diamètre. Les feuilles sont linéaires et mesurent entre 3 et 12 cm de long.

## Taxonomie
La première description de l'espèce a été publiée par Robert Brown en 1810, la nommant alors Stenochilus longifolius.

## Distribution
On trouve cette espèce dans tous les états d'Australie.